# Kamlungeträsket
Het Kamlungeträsket is een meer in Zweden, in de gemeente Kalix en ligt ten zuidoosten van Morjärv.  Het meer is langgerekt en acht kilometer lang. De Kalixälven komt door het meer en stroomt aan het zuiden bij Kamlunge het meer weer uit. Aan de noordzijde van het meer ligt Strömholmen, dat de grens vormt met Morjärvträsket. Er liggen enkele kleine eilanden in het meer: Yttreön, Ängelholmen, Badholmen, Setholmen, Bjässan, Ängesön, Notholmen en Myrbäckholmen.